# ФК БСК Бијело Брдо
НК БСК Бијело Брдо је фудбалски клуб из Бијелог Брда, Хрватска. Тренутно се такмичи у Другој лиги Хрватске.

## Историјат

### Оснивање клуба и такмичење у нижим лигама
Прву фудбалску лопту у Бијелог Брда код Ердута донео је 1928. године Јово Никшић – Дидо. Ногометни клуб БСК (Бјелобрдски спортски клуб) основали су локални Срби 1935. године, а највећу улогу у његовом оснивању имали су: Мишо Остојић, Радивоја Поповић, Лазо Воларев, Жарко Вуковић, Ђоко Петрашевић и Љубомир Милинковић.
До Другога светског рата БСК je играо пријатељске утакмице с клубовима из околних насеља, а 1943. године цели састав клуба одлази у партизане, где је већина дала живот у борби против фашизма.
Иако основан 1935. године, клуб је регистрован тек 1953. године, а прву службена утакмицу одиграо је 12. новембра 1953. године у Боботи, с домаћим Сремцем. Најбоље резултате у периоду Југославије, БСК постиже у раздобљу од 1957. до 1963. године када се такмичио у подсавезном рангу.

### Највећи успеси клуба
Од 2008. године почињу велики успеси клуба на челу са председником Јовом Вуковићем. Изграђен је стадион и експресни напредак клуба из ранга у ранг. У сезони 2011/2012. освојено је 1. место без иједног пораза у Трећој лиги исток, али сплетом одређених околности БСК тада није ушао у Другу лигу. Оно што нису успели тад, јесу у сезони 2017/18, када су поновили успех и освајањем првог места први пут у историји клуба обезбедили учешће у Другој лиги Хрватске. Од тада се успешно такмиче у овом рангу такмичења.